# The Man in the Bottle
"The Man in the Bottle" és el segon episodi de la segona temporada, i el 38è total de la sèrie de televisió d'antologia La Dimensió Desconeguda. Es va emetre originalment el 7 d'octubre de 1960 a CBS.

## Narració d'obertura
| « | "El senyor i la senyora Arthur Castle, gent amable i infinitament pacient les vides de les quals han estat un cofre d'esperança amb un pany rovellat i un joc de claus perduts. Però en un moment aquest cofre d'esperança s'obrirà i un improbable fantasma intentarà decorar l'abric de les vides carregades de fracàs d'aquestes dues persones amb l'or i les pedres precioses de la realització. El Sr i la Sra. Arthur Castle, dempeus als afores i a punt d'entrar a la Dimensió Desconeguda." | » |

## Argument
Una dona gran i pobra visita Arthur Castle, un antiquari sense èxit, i li porta una ampolla de vi que va trobar a una paperera. No té cap valor, però el compra per una petita quantitat per llàstima. L'ampolla demostra que conté un geni, que s'ofereix a concedir quatre desitjos a Castle i la seva dona. Utilitzen el seu primer desig per reparar un armari de vidre trencat, demostrant el poder del geni, i després reben un milió de dòlars en efectiu en fer el seu segon desig. Després d'haver regalat desenes de milers als seus amics, un empleat de l'IRS visita la botiga i presenta als Castles una factura d'impostos que els deixa amb només 5 dòlars un cop els paguen.
El geni els adverteix que cada desig té conseqüències i que haurien de pensar bé abans de fer el següent. Castle decideix que vol estar en una posició de gran poder, i vol ser el líder -que no pot ser votat com a fora del càrrec- d'un país modern i poderós. És convertit en Adolf Hitler i transportat als últims dies de la Segona Guerra Mundial; s'amaga al Führerbunker mentre un dels seus homes li porta una ampolla de cianur perquè pugui suïcidar-se. Desesperat, desitja tornar a la seva antiga vida i llença el vial al terra.
En un instant, el desig final de Castle és satisfet i el retorna a la seva botiga, on l'ampolla de vi es trenca a terra. Ell i la seva dona no tenen res a mostrar per la seva experiència, excepte un gabinet reparat, que Castle torna a trencar accidentalment mentre escombra, i una perspectiva canviada de la vida. Aboca els trossos de l'ampolla a una paperera fora; es transformen màgicament en una ampolla sencera, esperant que algú altre l'agafi i alliberi el geni.

## Narració de cloenda
| « | Una paraula als savis, ara, als recol·lectors d'escombraries del món, als buscadors de curiositats, als aficionats a les antiguitats, a tots els que intentessin fer un miracle des de llocs improbables. Comproveu l'ampolla que voleu tornar per un dipòsit de dos cèntims. El geni que estalvieu pot ser el vostre. Cas concret, el Sr. i la Sra. Arthur Castle, acabat del més breu dels viatges a La Dimensió Desconeguda. | » |

## Repartiment
- Luther Adler com a Arthur Castle/Adolf Hitler
- Vivi Janiss com a Edna Castle
- Lisa Golm com a Sra. Gumley
- Joseph Ruskin com a Geni
- Olan Soule com a agent de l'IRS